# Mersin Mustangs 2013
Questa voce raccoglie le informazioni riguardanti i Mersin Mustangs nelle competizioni ufficiali della stagione 2013.

## 2. Lig 2013

### Stagione regolare
| marzo 2013 2ª giornata | Meski Spor Kulübü | 0 – 25 (a tavolino) | Mersin Mustangs |  |

| aprile 2013 3ª giornata | Mersin Mustangs | 25 – 0 (a tavolino) | Selimiye Spor Kulübü |  |

| 20 aprile 2013 4ª giornata | Anadolu Rangers | 20 – 6 | Mersin Mustangs |  |

| Famagosta 4 maggio 2013, ore 15:30 5ª giornata | Mersin Mustangs | 20 – 27 | Koç Rams | Doğu Akdeniz Üniversitesi Stadyumu |

## Statistiche di squadra
| Competizione      | %Vittorie | In casa | In casa | In casa | In casa | In casa | In casa | In trasferta | In trasferta | In trasferta | In trasferta | In trasferta | In trasferta | Totale | Totale | Totale | Totale | Totale | Totale |
| Competizione      | %Vittorie | G       | V       | N       | P       | Pf      | Ps      | G            | V            | N            | P            | Pf           | Ps           | G      | V      | N      | P      | Pf     | Ps     |
| ----------------- | --------- | ------- | ------- | ------- | ------- | ------- | ------- | ------------ | ------------ | ------------ | ------------ | ------------ | ------------ | ------ | ------ | ------ | ------ | ------ | ------ |
| Stagione regolare | .500      | 2       | 1       | 0       | 1       | 45      | 27      | 2            | 1            | 0            | 1            | 31           | 20           | 4      | 2      | 0      | 2      | 76     | 47     |
| Totale            | .500      | 2       | 1       | 0       | 1       | 45      | 27      | 2            | 1            | 0            | 1            | 31           | 20           | 4      | 2      | 0      | 2      | 76     | 47     |